# Mount Adkins
Mount Adkins ist ein 1700 m hoher Berg an der Lassiter-Küste des Palmerlands auf der Antarktischen Halbinsel. Er überragt die Nordflanke des Mosby-Gletschers unmittelbar westlich der Einmündung des Fenton-Gletschers.
Der United States Geological Survey kartierte ihn anhand von Vermessungen und mithilfe von Luftaufnahmen der United States Navy zwischen 1961 und 1967. Das Advisory Committee on Antarctic Names benannte ihn nach Thomas Adkins, Koch der Mannschaft auf der Palmer-Station im Winter 1965.